# Karl Fritsch (Meteorologe)
Karl Fritsch (* 16. August 1812 in Prag; † 26. Dezember 1879 in Salzburg) war ein österreichischer Geophysiker und Meteorologe.
Zwischen 1833 und 1836 studierte Fritsch Rechtswissenschaften an der Universität seiner Heimatstadt. Nach erfolgreichem Abschluss bekam er eine Anstellung als Konzipistspraktikant bei der Kameralgefällenverwaltung. Ende 1838 quittierte er dort seinen Dienst wurde im darauffolgenden Jahr an der Prager Universitätssternwarte Mitarbeiter von Karl Kreil.
Von 1846 bis 1848 arbeitete Fritsch mit Kreil zusammen an erdmagnetischen und geographischen Ortsbestimmungen in ganz Österreich. Als im Juli 1851 Kreil mit der Leitung der Zentralanstalt für Meteorologie und Geodynamik (ZAMG) in Wien betraut wurde, schloss sich Fritsch ihm als Adjunkt an. Nach dem Tod von Kreil 1862 leitete Fritsch die ZAMG kommissarisch und wurde 1863 als deren Vizedirektor berufen.
1865 gründete Fritsch zusammen mit einigen Kollegen die Österreichische Gesellschaft für Meteorologie, in der er bis zu seiner Pensionierung 1872 maßgeblich mitarbeitete. Nach seiner Pensionierung 1872 ließ er sich in Salzburg nieder und übernahm dort die Leitung der meteorologischen Station der Stadt.
Fritsch verfasste zahlreiche Arbeiten über periodische Erscheinungen in der Pflanzen- und Tierwelt in Abhängigkeit von periodischen meteorologischen Erscheinungen und gilt daher als Begründer der Phänologie in Österreich. Er machte sich besonders um das Netz der synoptischen Wetterbeobachtung in Mitteleuropa verdient.
Der Botaniker Karl Fritsch (1864–1934) ist sein Sohn.